# Звёздные волки
Звёздные волки (англ. Star Wolves) — компьютерная игра в жанре космической ролевой игры с элементами тактики, разработанная Xbow Software и изданная 1С 12 ноября 2004 года для PC под Windows. 15 мая 2009 года вышло продолжение игры «Звёздные волки 2: Гражданская война».

## Сюжет и сеттинг
«Только космос дарует свободу, но готов ли ты заплатить за нее настоящую цену?»
 Вступительный ролик игры

Действие игры происходит в далёком будущем. Человечество покорило космос десятилетия назад, развернув на просторах галактики добычу, производство, торговлю и, разумеется, криминальную активность. Формально власть принадлежит императору Эзару IV. Однако на почве всепоглощающей коррупции власть Империи ослабевает, всё большую роль начинают играть три крупнейшие корпорации: высокотехнологичная InoCo, промышленный конгломерат USS и азиатская Triada, пытающаяся контролировать преступный мир и преуспеть везде.
Еще одной силой в мире игры являются так называемые «берсерки» — машины под контролем суперкомпьютера, который был первоначально разработан корпорацией InoCo, затем обрёл самосознание и вышел из-под контроля людей.
Так как силы Патруля, местной полиции, и тем более ВКС, маломобильного военно-космического флота императора Эзара IV, не способны справиться с преступностью на трансгалактических линиях, правительством был легализован институт «охотников за головами» — наёмников, владеющих скоростными космическими истребителями и призванных бороться с разного рода пиратами и преступниками. Именно в роли такого наёмника и выступает игрок.
По ходу дела главному персонажу предстоит сражаться с пиратами, охранять торговые суда, участвовать в охоте за знаменитым Красным Корсаром, наживаться на страстях урановой лихорадки, выполнять секретные задания, и даже служить агентом императора. Игроку будет помогать его команда «Звёздные волки», состав которой может меняться в зависимости от принимаемых решений в течение игровых заданий.
Сама сюжетная линия также зависит от выбранных игроком вариантов в диалогах. Например, вместе с одним из сюжетных выборов, меняется целый ряд квестов, а также один из персонажей может покинуть команду.

## Игровой процесс

Игровой процесс на миссии.

Меню и панель управления сделаны интуитивно понятно, чтобы пользователь мог быстро находить нужные функции. Камера вращается в 3D пространстве, позволяя приближать и отдалять изображение в широких пределах. Одной из особенностей игры является тактическая пауза, которая останавливает течение времени в игре и позволяет отдать приказы своим кораблям. Помимо этого, присутствует функция ускорения времени, полезная при длительных полётах.
В начале игры предоставляется на выбор четыре специализации главного героя: пилотирование, стрельба, ракеты и системы. Впоследствии изменить выбор специализации невозможно. Каждый пилот, который присоединится к вам по ходу сюжета, обладает собственным уникальным деревом развития навыков, и со временем может повышать свой уровень, получая опыт от участия в сражениях, чтобы потом изучить новые умения. Опыт начисляется за выполнение заданий, а также за уничтоженные корабли/космические станции.
Открытый мир отсутствует, перемещение между звёздными системами осуществляется по сюжетным или побочным заданиям. После успешного их завершения игрок возвращается на космическую станцию, где можно прокачать пилотов, продать/купить оборудование и оружие для кораблей, прочитать новости внутриигрового мира, в которых частенько будет мелькать и сам игрок с его командой. Затем следует выбор задания, на которое вы хотите отправится.
Основная часть прохождения миссий основана на космических сражениях, где в боях принимает участие значительное число небольших по размеру кораблей. Отряд игрока представлен тяжелым кораблём-базой без пилота-человека, и небольшими истребителями под управлением вашего героя и его членов его команды. Истребитель в любой момент можно пристыковать к базе, для ремонта или пополнения запаса ракет, например. Важно правильно выбирать истребители для разных пилотов, к примеру, для «ракетчика» хорошим выбором будет истребитель с большим количеством слотов под ракеты.
Список предметов, доступных к покупке или находке на миссиях, довольно велик и состоит по большей части из различных видов вооружения и систем для кораблей, которые можно установить на корабли игрока. Оружие делится на три категории: легкое, тяжелое и турели для корабля-базы. Ракеты делятся на управляемые и не управляемые. Системы делятся на четыре основные категории: противоракетной обороны, радары, ремонтники, щиты для корабля/базы. Есть дополнительная категория для легких кораблей: антирадары, ускорители двигателя, системы повышения скорострельности оружия.
Экономическая система в игре слабо развита. Игрок может зарабатывать деньги, проходя задания и в перерывах между ними продавая найденное на миссиях. Также можно за вознаграждение сдавать спасательные капсулы с пиратами.

## Разработка
Идея создания игры принадлежит коллективу студии Xbow Software. На момент подписания контракта с издательством 1С, у студии уже был в разработке движок для космической игры и черновик дизайн-документа. Последний позже был доработан совместно с 1С, и впоследствии стал основой для «Звёздных волков». Основа данного документа, включавшего в себя концепцию мира игры и описание сюжета, была написана геймдизайнером Дмитрием Гулиным.
Влияние на разработку оказали такие игры, как Homeworld, Аллоды: Печать тайны, серия игр Mechwarrior/MechCommander. При создании концепции мира игры авторы вдохновлялись книгами Ф. Саберхагена и Р. Хайнлайна, а также сериалом в жанре анимэ Cowboy Bebop.
Первоначально игра носила рабочее название «Space Bounty Hunters», которое позже было изменено на «Звёздные волки», так как оно вызывало наиболее верные ассоциации.

## Оценки и отзывы
Я не был к подобному готов.журнал PC Gamer
| Иноязычные издания    | Иноязычные издания |
| Издание               | Оценка             |
| --------------------- | ------------------ |
| Just Press Play       | 4/5                |
| Русскоязычные издания |                    |
| Издание               | Оценка             |
| Absolute Games        | 85 %               |
| PC Gamer в России     | 80 %               |
| «Игромания»           | 8,5/10             |
| «ЛКИ»                 | Медаль             |
| «Страна игр»          | 8/10               |
| Играй.ру              | 8/10               |

Критик журнала «Страна игр» отметил в игре богатую тактическую составляющую, увлекательный процесс «прокачки» пилотов и головокружительные панорамы космоса. В то же время посчитал, что в «Звёздные волки» неудобная камера, «клишированная» игровая вселенная и скудное озвучивание. Обобщая выше описанное, сообщил, что это «замечательный дебют» студии, который позаимствовал лучшие черты из космических стратегий реального времени и ролевых игр
Журналистам «Игромании» понравилась оригинальная концепция геймплея, в частности, идея игрового процесса с кораблём-базой, управление истребителями, возможности тактической паузы и прокачки пилотов. Не впечатлила же графика, сюжет и музыкальное сопровождение.
Автор статьи в «PC Gamer» (он же — главный редактор журнала) А. Подшибякин обращает внимание на проработку системы создания и развития персонажа, «ветвистый сюжет» и тактическую составляющую. Одновременно с этим он отмечает пустой космос с ненужной степенью свободы, из-за которого геймплей «провисает». Тем не менее, в конце критик подводит итог, что «Звёздные волки» это «удивительная игра».

## Модификации
«Наследие империи» — наиболее известная модификация к игре, созданная «Elite Games». Добавляет новый сюжет, альтернативную концовку, новое оборудование и оружие. Сюжет модификации является каноничным, так как именно его продолжают вышедшие в 2009 году «Звёздные волки 2: Гражданская война».